# Tumbak Ulas
Tumbak Ulas is een bestuurslaag in het regentschap Pagar Alam van de provincie Zuid-Sumatra, Indonesië. Tumbak Ulas telt 7324 inwoners (volkstelling 2010).